# World Racing 2
World Racing 2 est un jeu vidéo de course développé par Synetic et édité par TDK Mediactive, sorti en 2005 sur Windows, PlayStation 2 et Xbox.
Il fait suite à World Racing.